# Herman van Bergem
Herman van Bergem (3 september 1919 - 13 februari 2012) was een sportjournalist en werd beschouwd als de nestor van de Haagse sportjournalistiek. Het grootste deel van zijn loopbaan heeft hij gewerkt bij het katholieke dagblad Het Binnenhof, dat later opging in de Haagsche Courant. Hij heeft 34 jaar op de sportredactie gewerkt, waarvan 14 jaar als chef sport. Hij was een groot liefhebber van voetbal.
Hij werd onderscheiden met Gulden Ooievaar, de Stadspenning Den Haag, de Gouden Speld van de Nederlandse Sport Pers en de Zilveren Speld van de Nederlandse Vereniging van Journalisten. In mei 2011 ontving hij uit handen van burgemeester Van Aartsen nog de 25e Goudvink. 
Hij was de schrijver van het jubileumboek De leren bal centraal rond het 100-jarig bestaan van de toenmalige H.V.B.

## Trivia
- Zijn credo over schrijven over arbiters was: "Een scheidsrechter is altijd goed. Zo niet, dan melden we het niet".